# Evangelion (álbum)
Evangelion é o nono álbum de estúdio da banda polonesa de Black/Death Metal Behemoth.

## Lista de faixas
1. "Daimonos" - 5:16
2. "Shemhamforash" - 3:56
3. "Ov Fire and the Void" - 4:28
4. "Transmigrating Beyond Realms ov Amenti" - 3:28
5. "He Who Breeds Pestilence" - 5:41
6. "The Seed ov I" - 4:58
7. "Alas, Lord Is Upon Me" - 3:16
8. "Defiling Morality ov Black God" - 2:50
9. "Lucifer" - 8:07

## Membros
- Nergal - Vocal, Guitarra.
- Orion - Contrabaixo, Backing Vocal.
- Inferno - Bateria.
- Seth - Guitarra.